# ما زاده شده‌ایم
ما زاده شده‌ایم (به انگلیسی: We Are Born) پنجمین آلبوم استودیویی خواننده استرالیایی سیا است که در سال ۲۰۱۰ منتشر شد.